# 나주빛가람혁신도시
나주빛가람혁신도시는 대한민국 전라남도 나주시 빛가람동에 위치한 혁신도시다.

## 이전 기관
- 한국전력거래소
- 한국전력공사 본사
- 한전KDN
- 한전KPS
- 한국인터넷진흥원
- 국립전파연구원
- 한국방송통신전파진흥원
- 한국콘텐츠진흥원
- 한국문화예술위원회
- 우정사업정보센터
- 한국농어촌공사 본사
- 농식품공무원교육원
- 한국농촌경제연구원
- 농림수산식품기술기획평가원
- 한국농수산식품유통공사
- 사학연금공단

## 지역 공공기관
- 빛가람동 행정복지센터
- 빛가람우체국
- 빛가람 119안전센터
- 빛가람창조경제혁신센터
- 소상공인시장진흥공단 나주센터
- 동신대학교 에너지클러스터

## 교육
- 빛가람초등학교
- 한아름초등학교
- 빛누리초등학교
- 라온초등학교
- 빛가람중학교
- 나주금천중학교
- 매성중학교
- 봉황고등학교
- 매성고등학교
- 한국에너지공과대학교

## 의료
- 동신대학교 나주한방병원
- 빛가람종합병원

## 주거 시설
| 단지명                         | 건설사              | 시행사                    | 주소         | 입주        | 비고                                      |
| ------------------------------ | ------------------- | ------------------------- | ------------ | ----------- | ----------------------------------------- |
| 빛가람 중흥S-클래스 센트럴 1차 | 중흥토건㈜          | ㈜중봉산업개발            | 우정로 77    | 2016년 9월  |                                           |
| 빛가람 중흥S-클래스 센트럴 2차 | 중흥건설            | ㈜신세종                  | 우정로 101   | 2016년 10월 |                                           |
| 빛가람 중흥S-클래스 리버티     | 중흥건설            | 중흥산업개발㈜            | 한빛로 125   | 2016년 12월 |                                           |
| 빛가람 우미 린                 | 우미건설 ㈜서령개발 | ㈜우심산업개발 ㈜우선건설 | 한빛로 61    | 2015년 4월  |                                           |
| 빛가람 대광 로제비앙           | 대광건영㈜          | ㈜대광에이엠씨            | 그린로 153   | 2016년 7월  |                                           |
| 루멘하임                       | ㈜부영주택          | ㈜부영주택                | 그린로 328   | 2015년 10월 | '광주전남 혁신1단지 부영'에서 단지명 변경 |
| 광주전남 혁신2단지 부영        | ㈜부영주택          | ㈜부영주택                | 그린로 63    | 2015년 12월 | 민간임대                                  |
| 광주전남 혁신3단지 부영        | ㈜부영주택          | ㈜부영주택                | 빛가람로 800 | 2017년 10월 | 민간임대                                  |
| 이노시티 애시앙                | ㈜부영주택          | ㈜부영주택                | 한빛로 91    | 2020년 8월  |                                           |
| 광주전남혁신도시 영무예다음    | 영무건설㈜          | 영무건설㈜                | 월정1길 10   | 2016년 6월  |                                           |